# Béla Kun
Dans le nom hongrois Kun Béla, le nom de famille précède le prénom, mais cet article utilise l’ordre habituel en français Béla Kun, où le prénom précède le nom.
Béla Kun ([ˈbeːlɒ], [ˈkun]), né Béla Kohn le 20 février 1886 à Szilágycseh et exécuté le 29 août 1938 au Goulag, est un homme politique hongrois, principal dirigeant de l'éphémère République des conseils de Hongrie, le premier gouvernement d'inspiration communiste apparu en Europe après celui de la Russie soviétique. Après l'échec de la révolution hongroise, Béla Kun a été un cadre influent de l'Internationale communiste jusqu'aux années 1930. Il est mort en URSS, victime des Grandes Purges de Staline. Il fut réhabilité en 1956 lors de la déstalinisation.

## Biographie

### 1886-1918: de la Transylvanie à la rencontre avec Lénine
Béla Kun, né Béla Kohn à Szilágycseh en Transylvanie austro-hongroise, est issu d'un père notaire, d'origine juive hongroise et d'orientation politique social-démocrate; sa mère était une Hongroise transylvaine d'une famille calviniste, mais aucun des deux n'était pratiquant. Béla Kohn magyarisa son nom en Kun en 1904. Après avoir brièvement commencé des études de droit à l'université de Kolozsvár, il entre assez jeune en politique, d'abord en Transylvanie puis à Budapest. Il est mobilisé en 1914 et part se battre sur le front russe. Fait prisonnier en 1916, il est interné dans un camp de prisonniers. Là, avec d'autres hongrois comme Tibor Szamuely, il découvre le bolchevisme, les textes de Karl Marx et les révolutionnaires, qu'il décide de rejoindre.
En Russie soviétique, il rencontre Lénine. Ce dernier le juge intelligent, énergique, doté d'un grand charisme, mais trop impulsif. Les Bolcheviques considèrent que Kun est apte à transposer le modèle communiste en Hongrie. Béla Kun suit alors des cours en tactique révolutionnaire ainsi qu'en propagande. En 1918 et avec la défaite des empires centraux, l'Autriche-Hongrie se disloque. Lénine et Trotsky pensent alors qu'il est temps pour Béla Kun de repartir au pays afin d'y mettre en place une mouvance révolutionnaire. Kun et les autres sympathisants communistes hongrois se joignent à d'autres groupes politiques pour fonder, au mois de novembre 1918, le Parti des communistes de Hongrie.

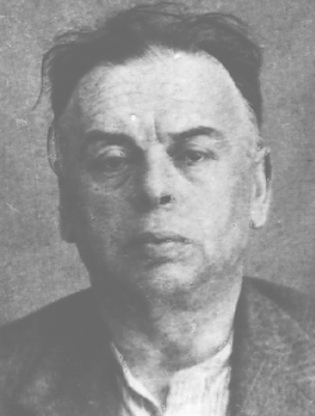
Béla Kun détenu par le NKVD à Moscou en 1937.

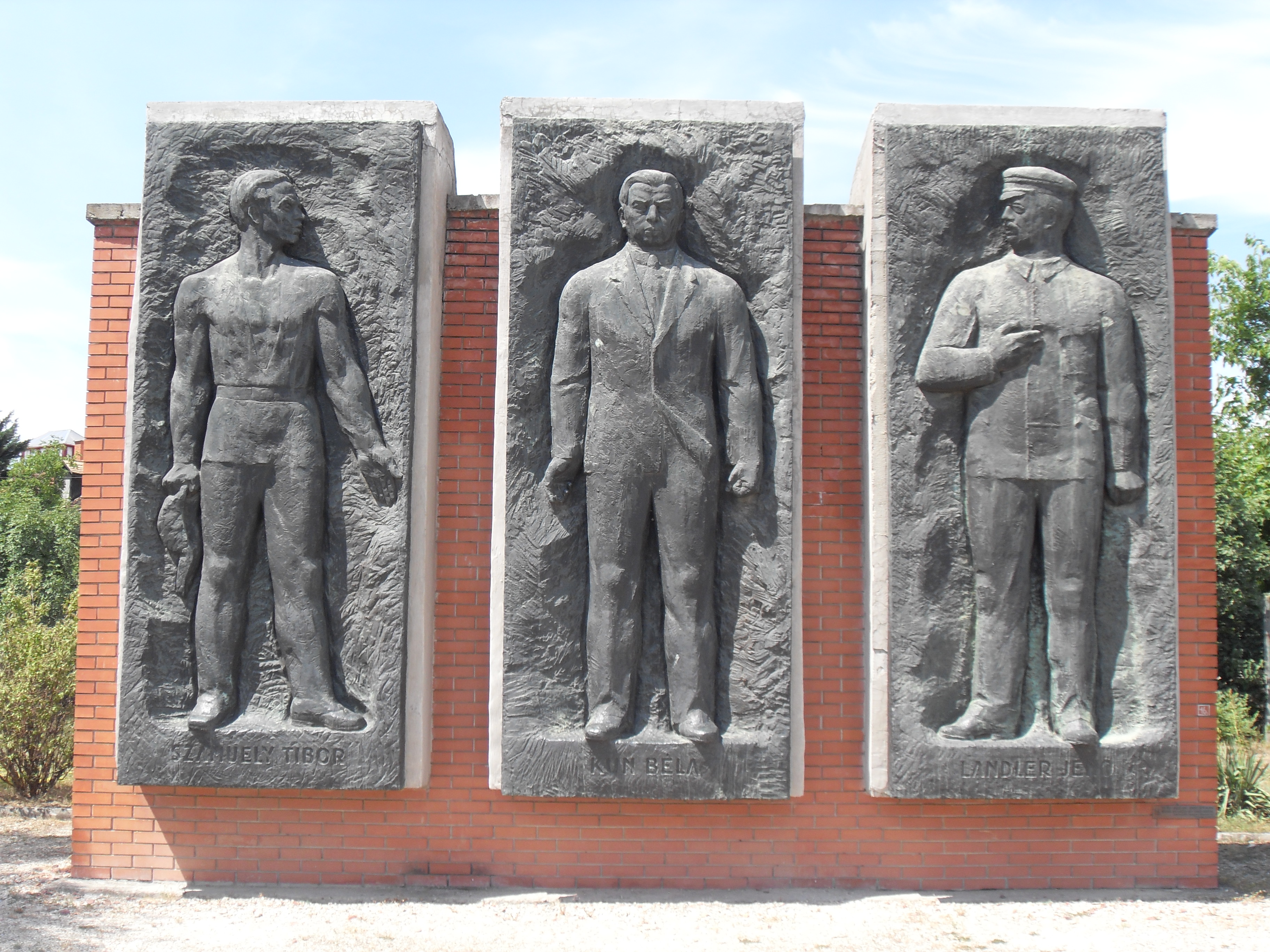
Monument de Tibor Szamuely, Béla Kun (centre) et Jenő Landler (1875–1928), à Budapest.

### 1919: chef de la République des Conseils
L'Empire austro-hongrois disloqué, une République démocratique hongroise se met en place, dont le président Mihály Károlyi refuse les conditions de la Triple-Entente. Les communistes hongrois développent leur propagande et s'allient aux sociaux-démocrates. Le 21 mars 1919, au lendemain de la démission de Károlyi, communistes et sociaux-démocrates proclament la République des conseils de Hongrie (21 mars - 1er août), régime inspiré très nettement de l’expérience des conseils ouvriers en Russie (1905, puis 1917-1918) et en Allemagne (1918-1919). Si Sándor Garbai est le chef officiel du gouvernement, Béla Kun occupe le poste de commissaire aux affaires étrangères et il est en pratique le principal dirigeant du régime ; Tibor Szamuely occupe les fonctions de commissaire aux affaires militaires et tient également un rôle prépondérant.
Au début, Béla Kun bénéficie d'un soutien relatif d'une partie de l'opinion, y compris dans la bourgeoisie et l'armée, parce qu'il tente de récupérer par les armes les territoires hongrois où les Roumains, Serbes, Slovaques et Ukrainiens avaient fait sécession. Mais il perd ce soutien en voulant mener de front la guerre de reconquête et la collectivisation forcée des terres et des entreprises, en faisant emprisonner ou exécuter tout opposant ou présumé tel, en faisant interdire tous les partis d'opposition et aussi la franc-maçonnerie.
Cela débouche sur la formation, le 15 avril 1919, d'une coalition anticommuniste franco-roumaine, franco-serbe, tchéco-slovaque et hongroise conservatrice de Gyula Peidl et de Miklos Horthy : la guerre antibolchévique de l'été 1919 balaie la République des Conseils qui aura duré 133 jours. Confronté à cette coalition, Kun comprend l'impossibilité de retrouver les frontières hongroises d'avant 1918 et préfère soutenir la création de républiques communistes sœurs au Banat et en Slovaquie. Dans le chaos du mois de juillet 1919, Kun manque d'être évincé par un putsch conduit par les éléments communistes les plus radicaux, peut-être menés par Tibor Szamuely et, le 2 août, la République des Conseils s'effondre, obligeant ses dirigeants à fuir vers la Russie soviétique.
Une république conservatrice lui succède, mais c'est le mouvement nationaliste mené par Miklós Horthy qui en profite finalement. Pendant un an, une terreur blanche menée par l'Armée nationale de Horthy fait plus de victimes que la terreur rouge de Kun, notamment parmi les juifs hongrois qui l'avaient soutenu. Recherché, Kun doit fuir la Hongrie, voyage en Europe occidentale sous de faux noms et se réfugie finalement en Russie soviétique, où il devient commissaire politique au sein de l'Armée rouge et participe à la guerre civile russe.
Après la victoire des bolcheviks en Crimée, il ordonne notamment l'exécution d'officiers blancs de l'armée de Piotr Nikolaïevitch Wrangel, alors que ceux-ci s'étaient rendus,. Établi en Union soviétique, il reste influent au sein du pouvoir communiste et il est un dirigeant clé de la IIIe Internationale (Komintern). Lénine se méfie cependant de « son caractère brutal et impulsif » : début 1921, lui et Mátyás Rákosi sont envoyés en Allemagne par Grigori Zinoviev et Karl Radek pour pousser le Parti communiste d'Allemagne à se soulever contre la république de Weimar afin de « forcer le cours de la révolution ». L'« action de mars » menée par les communistes allemands sous l'impulsion de Béla Kun est un échec total. Au congrès du Komintern, en juin de la même année, Lénine tourne en dérision ce qu'il appelle en français les « bêtises de Béla Kun » (ou les « kuneries » selon Victor Méric) et condamne la stratégie « gauchiste » menée en Allemagne,.

### 1937-1938: arrestation et exécution lors des Grandes Purges staliniennes
Au cours des Grandes Purges staliniennes, accusé de trotskisme, il est arrêté en 1937. Torturé, comme tous les autres « déviationnistes », par le NKVD, il est envoyé et exécuté au goulag le 29 août 1938 selon les révélations du gouvernement soviétique en février 1989 (antérieurement il était supposé mort sur le site de Kommounarka à Moscou). Mátyás Rákosi, un de ses camarades du coup d'État de 1919, voit paradoxalement sa vie épargnée des Purges car emprisonné dans les geôles hongroises jusqu'en 1940 avant de devenir un des plus fidèles lieutenants du stalinisme en Hongrie après 1945.

### Postérité
Béla Kun a été réhabilité politiquement en 1956 dans le cadre de la déstalinisation. La République populaire hongroise lui a élevé un monument aujourd'hui visible au Memento Park, à Budapest.